# 梅甘·里弗斯
梅甘·里弗斯（英語：Megan Rivers，1980年10月10日—），澳大利亚女子曲棍球运动员。她曾代表澳大利亚参加2010年英联邦运动会曲棍球比赛，获得一枚金牌。她也曾参加2008年和2012年夏季奥运会。